# Huntsville, Alabama
Huntsville är en stad (city) i Madison County. Den ligger i den nordligaste delen av Alabama nära gränsen mot Tennessee. Huntsville är administrativ huvudort (county seat) i Madison County. Staden har en betydande verksamhet som rör rymdforskning och försvarsproduktion, och kallas därför ibland Rocket City.

## Kända personer från Huntsville
- Kim Dickens, skådespelare
- William M. Lowe, politiker
- Luke Pryor, politiker
- Debby Ryan, skådespelare och sångare
- David J. Tholen, astronom
- David Howard Thornton, skådespelare
- Jimmy Wales, internetentreprenör